# High Times
High Times é uma revista mensal americana e também uma marca de cannabis com escritórios em Los Angeles e Nova York. A revista, que foi fundada em 1974 por Tom Forçade, defende a legalização da cannabis. A revista está envolvida na contracultura ligada à maconha desde o seu início. 

## História
A revista foi fundada em 1974 por Tom Forçade, do Underground Press Syndicate. O High Times foi originalmente concebido com uma piada: uma edição única de sátira da Playboy, substituindo o sexo por maconha. Inicialmente, a revista foi financiada por dinheiro proveniente de drogas, especificamente pela venda de maconha ilegal. No entanto, a revista encontrou seu público e, em novembro de 2009, comemorou seu 35º aniversário. Como a Playboy, cada edição contém uma foto com uma dobra central; no entanto, em vez de uma mulher nua, o High Times geralmente apresenta uma planta de cannabis.
A revista logo se tornou uma publicação mensal com uma circulação crescente, auditada pela ABC, alcançando 500.000 cópias por edição, rivalizando com a Rolling Stone e a National Lampoon. Em 2014, o website foi lido por 500.000 a 5 milhões de usuários por mês. A equipe aumentou rapidamente para 40 pessoas. Além da fotografia de alta qualidade, o High Times apresentava jornalismo de ponta, cobrindo uma ampla gama de tópicos, incluindo política, ativismo, drogas, sexo, música e cinema.  As tentativas anteriores de Tom Forçade de alcançar um amplo público na contracultura, criando uma rede de jornais underground (UPS & APS), fracassaram, apesar de contar com o apoio de vários escritores, fotógrafos e artistas notáveis. No entanto, na High Times, Forçade conseguiu transmitir sua mensagem às massas sem depender da grande mídia.
Em janeiro de 2017, a revista anunciou que seria realocada para um escritório em Los Angeles permanentemente. Isso se seguiu à legalização da maconha em vários estados da costa oeste, incluindo a Califórnia. Mais tarde, em 2017, a High Times foi adquirida por um grupo de investidores liderados pela Oreva Capital.
A High Times adquiriu a empresa de mídia de maconha Green Rush Daily Inc. em 5 de abril de 2018. O fundador do Green Rush Daily, Scott McGovern, ingressou na revista como vice-presidente executivo sênior.